# Buôn Tría
Buôn Tría là một xã thuộc huyện Lắk, tỉnh Đắk Lắk, Việt Nam.

## Địa lý
Xã Buôn Tría nằm ở phía tây huyện Lắk, có vị trí địa lý:
- Phía đông giáp xã Đắk Liêng
- Phía tây giáp xã Buôn Triết
- Phía nam giáp xã Nam Ka và Đắk Nuê
- Phía bắc giáp xã Dur Kmăl, huyện Krông Ana.

Xã Buôn Tría có diện tích 29,69 km², dân số năm 1999 là 2964 người, mật độ dân số đạt 100 người/km².

## Hành chính
Xã Buôn Tría được chia thành 7 thôn: Đông Giang 1, Đông Giang 2, Hưng Giang, Liên Kết 1, Liên Kết 2, Liên Kết 3, Tân Giang và 1 buôn: Tría.

## Lịch sử
Trước đây, xã Buôn Tría thuộc xã Yang Bung cũ, được thành lập sau năm 1975.
Ngày 17 tháng 1 năm 1984, chia xã Yang Bung thành 2 xã: Buôn Triết và Buôn Tría.